# Едуард Брюс

Герб Едварда Брюса.

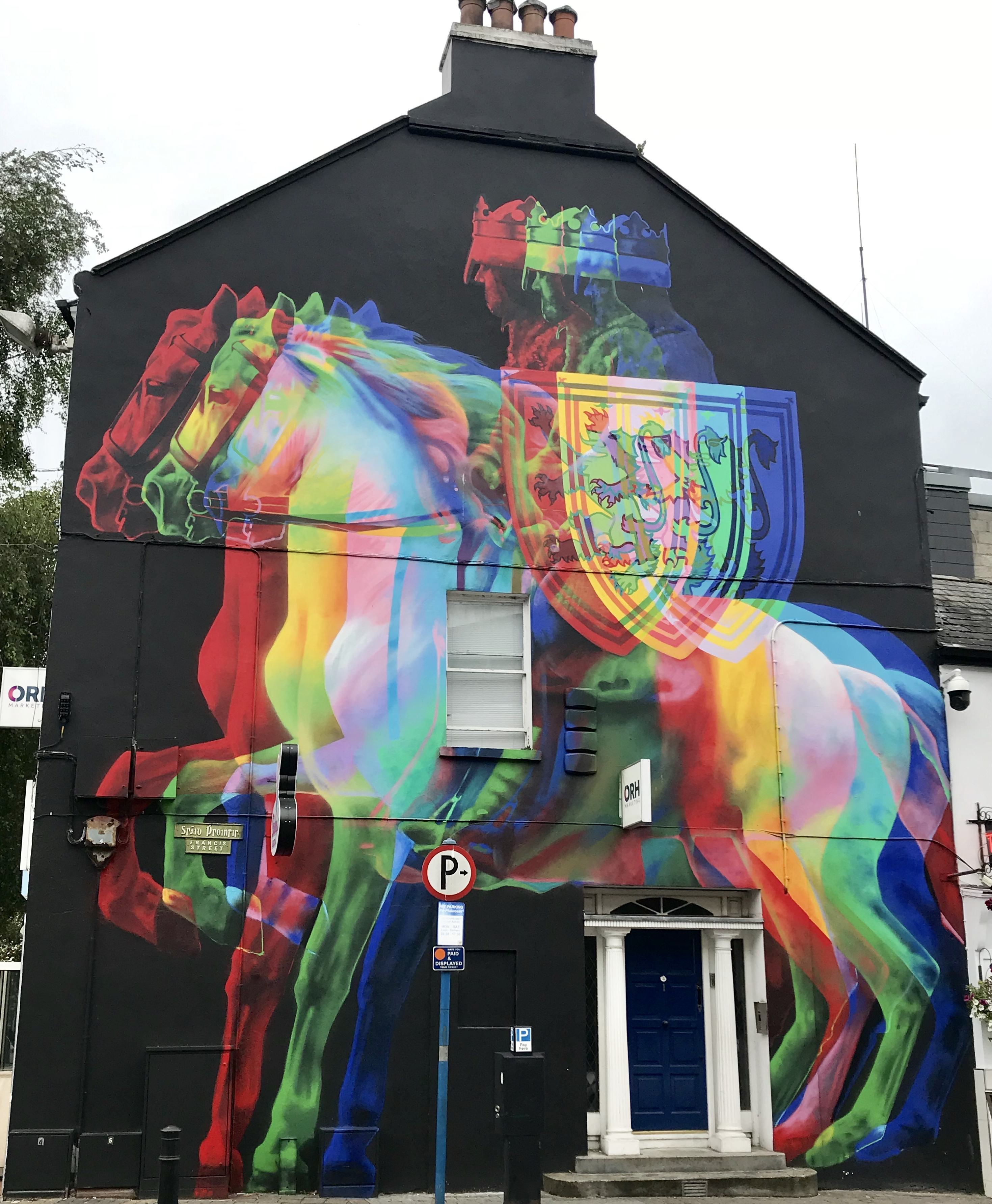
Мурал із зображенням Едуарда Брюса в Дандалку, Ірландія.

Едуард Брюс (ірл. Edubard a Briuis, норм. фр. Edward de Brus, шотл. Eideard Bruis, Iomhair Bruis; 1275 — 14 жовтня 1318, Лаут) — верховний король Ірландії у 1315—1318 роках. Молодший брат короля Роберта І Шотландського (Роберта Брюса). Підтримував свого брата у боротьбі за свободу Шотландії та корону Шотландії. Висунув претензії на право корони Ірландії і трону верховних королів Ірландії. Зробив спробу визволити Ірландію від англійського панування. Проголошений верховним королем Ірландії у 1315 році, але був розбитий англійськими військами під командуванням сера Джона де Бермінгема. Мав титул граф Каррік Шотландський. Вів свій рід від знаменитого ірландського короля Бріана Бору (що сумнівно).

## Походження і молоді роки
Був одним з п'яти синів Роберта де Брюса — графа Карріка і графині Каррік. Він та Ніалл (Ніл) були другим і третім сином (але хто яким — не ясно). Його дата народження невідома, є версія, що він народився 1274 року. Фахівець з історії середньовічної Ірландії Шон Даффі (ірл. — Seán Duffy) припускає, що він. імовірно, виховувався при дворі О'Нілів в Ольстері, в той же час Арчі Дункан (ірл. — Archie Duncan) вважає, що дитинство в нього могло пройти в Бісссет Глен (ірл. — Bissett Glen) в нинішньому графстві Антрім [1]. Подібні виховання дітей в інших — відповідно в ірландських чи шотландських аристократичних родинах були традиційними для середньовічної Шотландії та Ірландії. Слід зазначити, що в ранньому середньовіччі ірландці і шотландці вважали себе одним народом — гелами, шотландська мова ідентична до північного діалекту ірландської мови.
Едуард разом зі своїм братом Робертом боровся за незалежність Шотландії, в тому числі вів партизанську війну проти англійських завойовників. Три його брати — Ніалл (Ніл), Томас, Олександр були схоплені англійцями і страчені. Едуард відіграв важливу роль у захоплені замків на південному заході Шотландії, які контролювалися англійцями, в тому числі замку Рухерглен (шотл. — Rutherglen). Цей замок Едуард успішно захистив під час нападу англійських військ у 1313 році. Саме бої за цей замок призвели до битви під Баннокбурном (шотл. — Bannockburn) 23 — 24 червня 1314 року, де Едуард командував шотландськими ополченцями.
У 1309—1314 році він носив титул графа Карріка, який успадкував від своїх батьків.

## Родина та нащадки
Дружина — Ізабель дочка Джона Стретбоджа (шотл. — John de Strathbogie).
Син — Олександр де Брюс — граф Ахолл.
Є версія, що Едуард Брюс мав ще один шлюб з Ізабель де Росс, але ніяких доказів цього немає.
Є повідомлення про другого сина — Томаса. Але тоді Едеард Брюс вів війну в Ірландії, тому це повідомлення видається малоймовірним.

## Едуард Брюс та Ірландія
На початку XIV століття Ірландія була частково завойована Англією, якою керували нормандські феодали. Частина Ірландії. яка лишалася вільною не мала свого верховного короля. Останній верховний король Ірландії Руайдрі Ва Конхобайр (ірл. — Ruaidrí Ua Conchobair) був вбитий у 1186 році. Після цього у 1258 році була зроблена спроба відновити трон верховних королів Ірландії Бріаном Ва Нейллом (Бріаном О'Нілом) (ірл. — Brian Ua Neill), але невдала — Бріан О'Ніл загинув в битві під Даунпатрік з англійцями у 1260 році.
Будучи нащадком Аойфе мак Мурроу (ірл. — Aoife MacMurrough) Едуард Брюс також міг претендувати на трон верховних королів Ірландії. Він вважав себе спорідненим з такими правителями Ірландії як Бріан Бору (ірл. — Brian Boru), Дермотом мак Мурроу (ірл. — Dermot MacMurrough) та королями (лордами) Галловей (ірл. — Galloway), серед яких були правителі острова Мен. Також він був споріднений з ватажками кланів Дональд, Доугалл, Руарі (ірл. — Clan Donald, Clan Dougall, Clan Ruari).
Основним завданням висадки Едуарда Брюса в Ірландії було створення другого фронту боротьби ірландців з Англією, яку постійно вели ірландські повстанці. Поштовхом до дій були події на острові Мен — боротьба між прихильниками Англії та Шотландії. Крім цього Едуарда Брюса попросили про допомогу ірландські ватажки Тір Еогайн та Домналл мак Бріайн О'Нейл (ірл. — Tír Eóghain, Domhnall mac Briain Ó Néill), які розуміли, що англійці скоро захоплять їх землі. Роберт та Едуард Брюси погодилися допомогти ірландським повстанцям при умові, що вони погодяться на проголошення Едуарда Брюса верховним королем Ірландії. Едуард також планував визволити від англійського панування Камбрію (Уельс). Таким чином Едуард Брюс планував створити великий кельтський альянс проти Англії.
О'Ніли погодились з цими планами Едуарда Брюса. Але про ці плани довідався англійський граф Роджер Мортімер, що володів землями в Ірландії (переважно в районі Трім). Раніше він воював проти Едуарда Брюса під Баннокбурном, був розбитий, потрапив у полон, був звільнений англійським королем Едуардом ІІ.
Шотландська асамблея була скликана в Айр (шотл. — Ayr) 26 квітня 1315 року. На ній було проголошено, що Едуард Брюс є спадкоємцем трону і всіх титулів свого брата — Роберта Брюса, оскільки Роберт Брюс на той час ще не мав нащадків чоловічої статі. Від Ірландії учасників асамблеї відділяла лише протока.

## Військові дії 1315 року
26 травня 1315 року Едуард Брюс висадився на берегах Ірландії з 6000 воїнів між замком Олдерфліт (ірл. — Olderfleet), що в Ларне (ірл. — Larne) та Глендрумом (ірл. — Glendrum). Його брат — Роберт I Брюс з Вальтером Стюартом відплив з флотом підкорювати острови біля узбережжя Шотландії, Англії та Ірландії, щоб «всі острови великі і малі були підпорядковані його волі». До Едуарда Брюса приєдналися ірландські повстанці. Вони почали важкі бої з англійськими військами, але зазнали поразки. Згодом шотландсько-ірландська армія змогла взяти місто (але не замок) Каррікфергус (ірл. — Carrickfergus).
На початку червня О'Ніли та більше двадцяти ірландських королів, лордів та ватажків кланів приєднались до Едуарда Брюса в Белфасті і присягнули йому на вірність як верховному королю Ірландії. Проте Едуард Брюс був проігнорований багатьма впливовими і сильними ірландськими королями та лордами, які вважали його незаконним королем, що зрештою, і призвело до поразки Ірландії в цій визвольній війні і розширення території англійського панування.

## Військові дії 1316—1317 років
Король Коннахту (ірландського королівства на заході Ірландії) Феллім О'Конхобар спочатку не визнав Едуарда Брюса верховним королем і почав проти нього військові дії. Певно, він сам помишляв про корону верховних королів Ірландії (на яку мав більш законне право ніж Едуард Брюс). Але коли в самому королівстві виник проти нього заколот, він подавив заколот і перейшов на сторону Едуарда Брюса. Він зібрав армію і рушив у похід на англійців в Атернай. Назустріч йому рушила англійська армія під командуванням Вільяма де Бурга і Річарда Бермінгема. У битві ірландська армія була розбита. Кінець битви перетворився в різанину і бойню — загинуло більше 11 000 ірландців. вся знать королівства Коннахт.

## Весілля
Едуад Брюс отримав дозвіл на весілля з Ізабеллою Росс — дочкою графа Росса Вільяма ІІ 1 червня 1317 року. Але чи відбулось це весілля чи ні — невідомо. Так чи інакше дітей з Ізабеллою Росс у нього не було.

## Протест ірландських королів
Ірландія була визнана володіннями англійських королів з династії Плантагенетів ще у ХІІ столітті. Це було закріплено папською буллою Laudabiliter у 1155 році папою Адріаном IV. Союзники Едуарда Брюса — королі дрібних ірландських королівств під керівництвом Дональда О'Ніла направили Папі римському Іоанну ХІІ послання-протест у 1317 році. У цьому протесті вони вимагали визнати Едуарда Брюса законним королем Ірландії: «Ми одноголосно проголосили його нашим королем і повелителем нашого вищезгаданого королівства, бо згідно наших переконань і переконань людей, він людина праведна доброчинна, скромна і непорочна, вельми стримана, у всіх вчинках спокійна і поміркована, і отримавши у свої руки владу (про що ми молимо Бога) позбавить нас від рабства і за допомогою Господа і правосуддя, наділить кожного тим, що йому належить по праву, а над усіма відновить повністю церкву Ірландії у всіх її володіннях і свободах.»
Але це послання було відхилене Папою римським. Едуард Брюс не був визнаний іншими королями і церквою законним королем Ірландії. Лишався тільки «de facto», але не «de jure» правителем деяких територій в Ірландії.

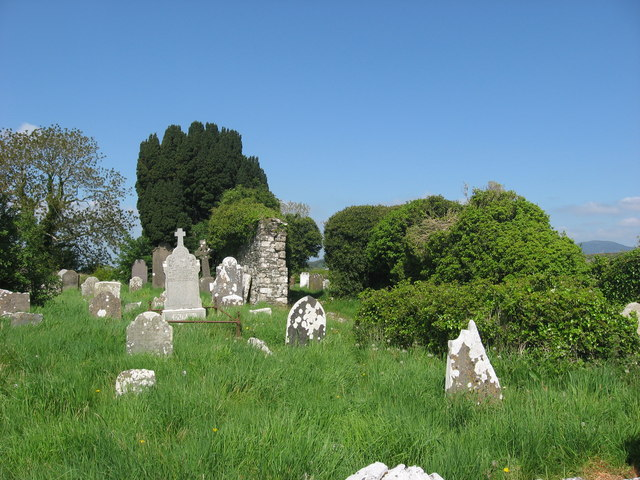
Руїни церкви Св. Бригітти і кладовище в Фоггарті. Камінь з хрестом відмічає могилу Едуарда Брюса.

## Битва при Фоггарті
Роберт Брюс повернувся в Шотландію. Англійська армія рухалась на зустріч залишкам ірландсько-шотландської армії, що була знесилена чисельними боями та голодом. 14 жовтня 1318 року армії зустрілися на Фоггартських пагорбах, що за дві милі на північ від Дандолку. При цьому англійська армія була набагато більша ніж ірландсько-шотландська, зі свіжими силами і краще озброєна. Англійський лицар сер Джон Маупас пробився крізь ірландський стрій і зітнувся в бою з Едуардом Брюсом, вбив його і тут же був вбитий сам. Ірландсько-шотландська армія була повністю розбита, кінець битви перетворився в криваву бійню. Англійський ватажок Джон де Бірмінгем по-варварськи обійшовся з тілом Едуарда Брюса — наказав його четвертувати і частини тіла розіслати по різним куточкам Ірландії, а голову відправив англійському королю Едуарду ІІ, за що той нагородив його титулом графа Лаута і подарував йому маєтки Арді.

## Історична спадщина
Едуард Брюс завдав сильних руйнувань англійським колоніям і володінням в Ірландії. Це в певній мірі призупинило англійську експансію в Ірландії. Поразка Едуарда Брюса поховала надію відродити незалежне ірландське королівство і трон верховних королів Ірландії. Війна Едуарда Брюса призвела до величезних руйнувань в Ірландії, голоду та епідемій, що призвело до занепаду не тільки англійських колоній та володінь, але і Ірландії в цілому. Ідея єдності кельтських народів, зокрема єдності ірландців та шотландців у боротьбі проти спільного ворога — Англії, збереглася протягом багатьох століть і знайшла своє відображення у «кельтському ренесансі».